# محمد محمود (لاعب كرة قدم)
محمد محمود (مواليد 7 مايو 1998) ولد في محافظة الجيزة المصرية، وهو لاعب كرة قدم مصري يلعب لصالح النادي الأهلي المصري ويمثل منتخب مصر ، يلعب في مركز الوسط الهجومي.

## روابط خارجية
- محمد محمود على موقع قاعدة بيانات كرة القدم.إي يو (الإنجليزية)
- محمد محمود على موقع ناشيونال فوتبول تيمز (الإنجليزية)
- محمد محمود على موقع Soccerway.com (الإنجليزية)